# Plac Halicki we Lwowie
Plac Halicki we Lwowie (ukr. Площа Галицька) - plac we Lwowie, położony pomiędzy placem Mariackim (zakończeniem Wałów Hetmańskich) a placem Bernardyńskim.
Plac powstał początkowo na przedmieściu przed Bramą Halicką, prowadzącą z miasta na południe, jeszcze w wieku XIII. Dzisiejszy wygląd przybrał po I rozbiorze Polski i austriackiej rozbiórce fortyfikacji miasta.

## Zdjęcia archiwalne

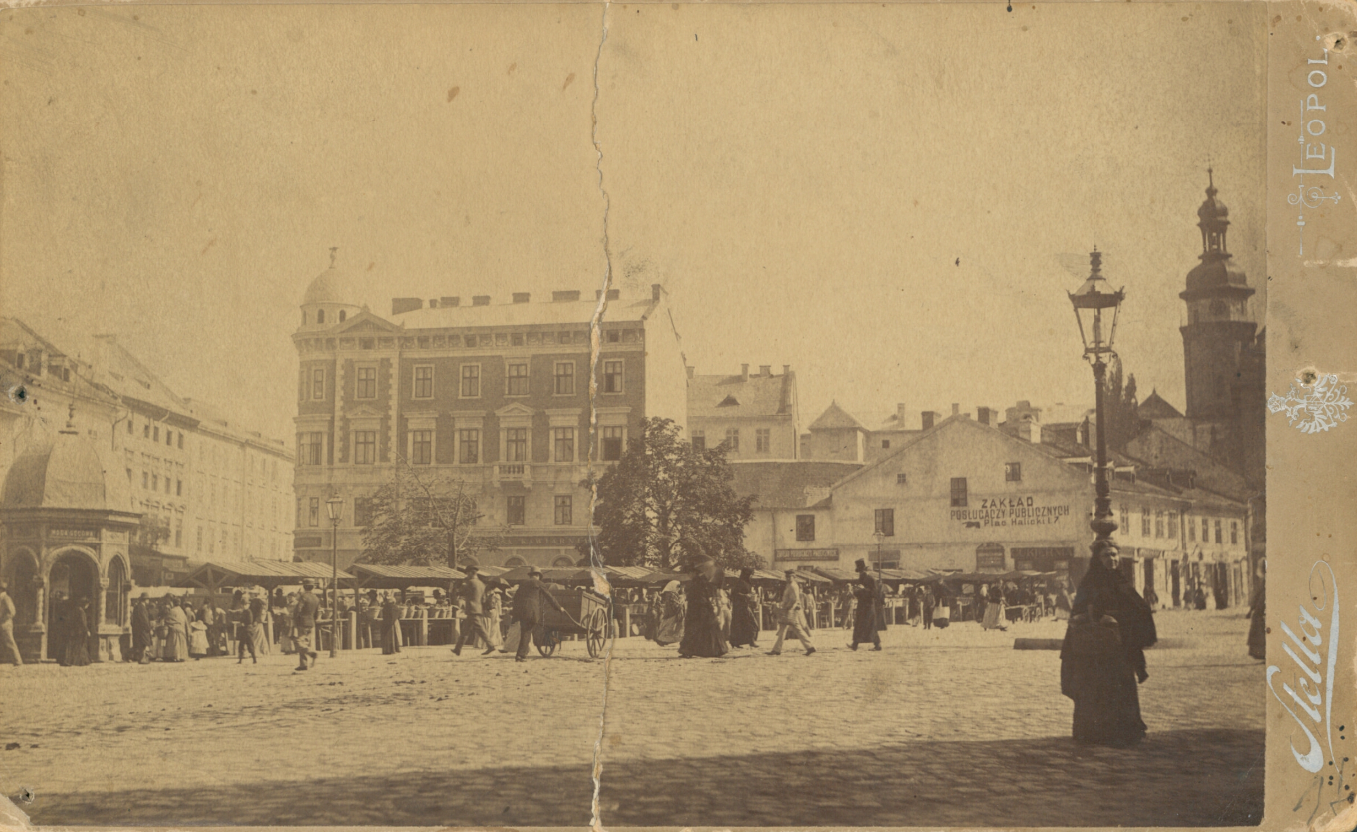
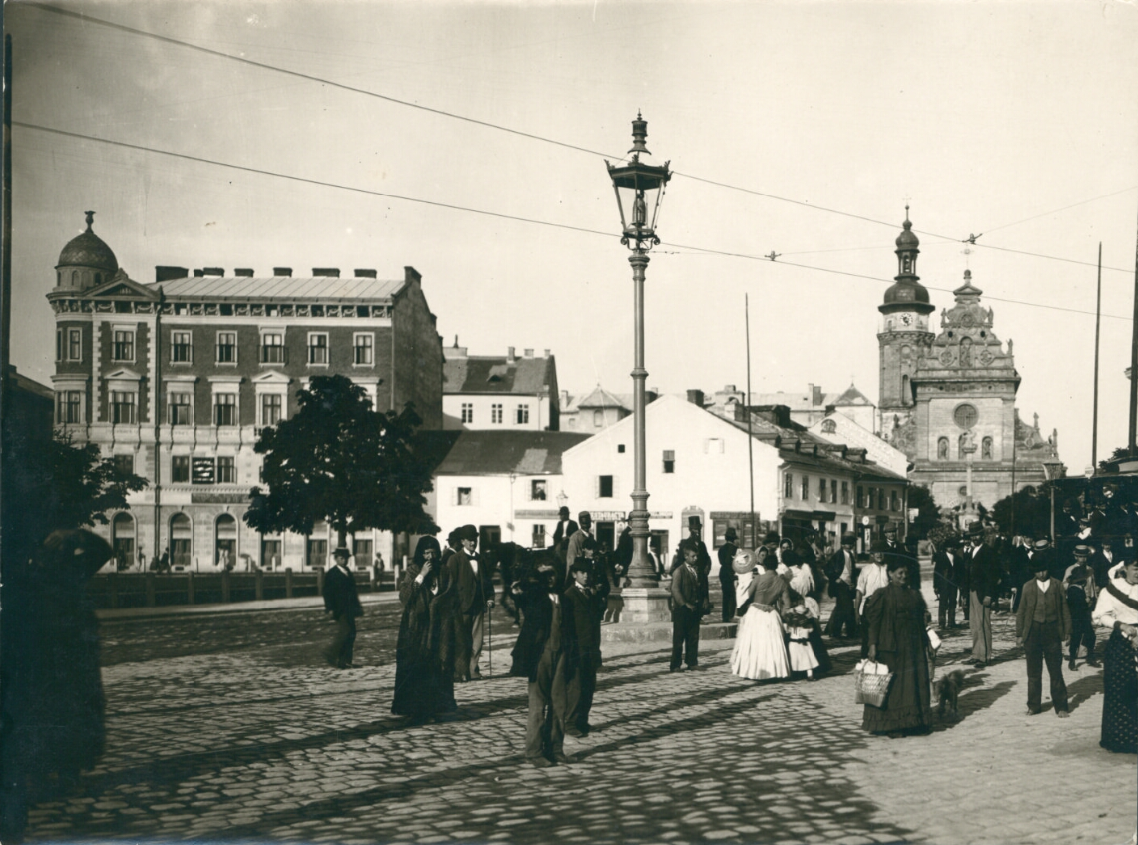
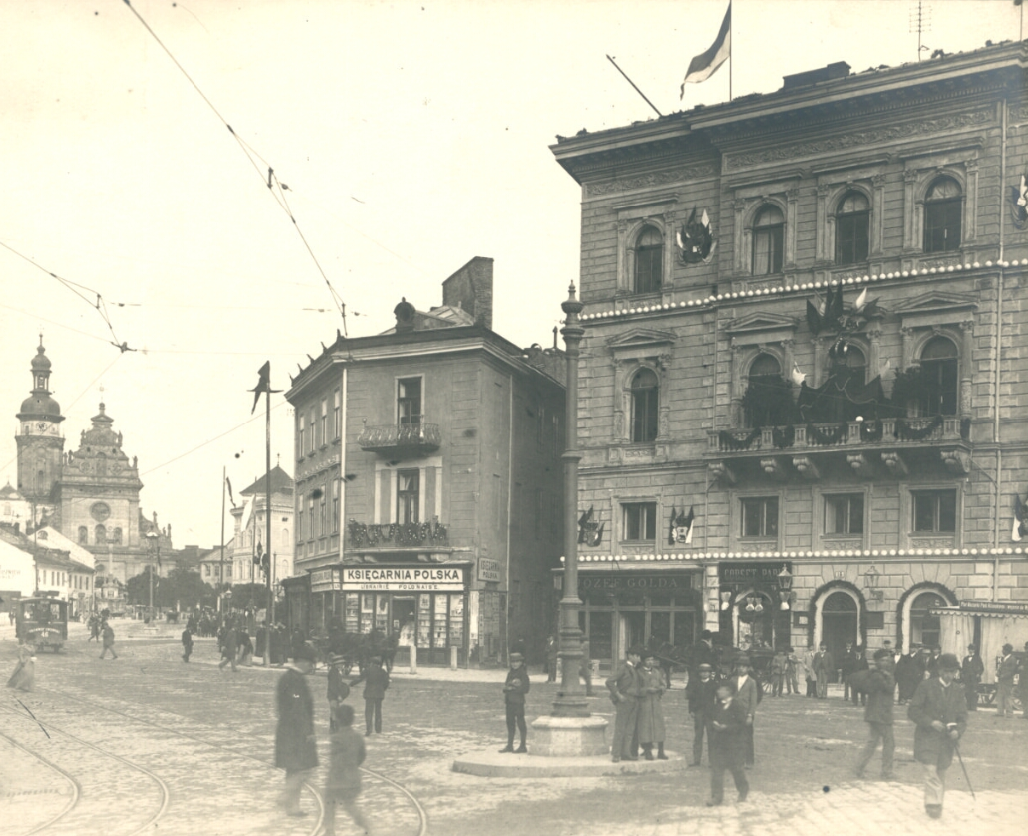